# On a Clear Day You Can See Forever
 On a Clear Day You Can See Forever és una pel·lícula musical estatunidenca dirigida per Vincente Minnelli, estrenada el 1970.

## Argument
Als Estats Units, Daisy Gamble, jove estrambòtica, ha d'acompanyar aviat el seu promès Warren Pratt a un important sopar de negocis, però la seva forta dependència amb el tabac el pot posar en un compromís. S'apunta doncs en un curs a la universitat, donat pel doctor Marc Chabot, psiquiatre que fa servir la hipnosi. L'accepta com a clienta i des de la primera sessió, mentre l'adorm per tal d'autosuggerir-li l'abandó progressiu del tabac, Daisy revela la seva personalitat en una vida anterior, la d'una aristòcrata anglesa del segle xix, Melinda Tentrees...

## Repartiment
En l'ordre dels crèdits del final:
- Barbra Streisand: Daisy Gamble / Melinda Tentrees
- Yves Montand: Dr. Marc Chabot
- Bob Newhart: Dr. Mason Hume
- Larry Blyden: Warren Pratt
- Simon Oakland: Dr. Conrad Fuller
- Jack Nicholson: Tad Pringle
- John Richardson: Robert Tentrees
- Pamela Brown: Sra. Fitzherbert
- Irene Handl: Winnie Wainwhistle
- Roy Kinnear: El príncep regent
- Peter Crowcroft: L'advocat del divorci
- Byron Webster: L'advocat de l'acusació
- Mabel Albertson: Sra. Hatch
- Laurie Main: Lord Percy
- Kermit Murdock: Hoyt III
- Elaine Giftos: Muriel
- John Le Mesurier: Pelham
- Angela Pringle: Diana Smallwood
- Leon Ames: Clews
- Paul Camen: Millard
- George N. Neise: Wytelipt
- Tony Colti: Preston

I, entre els actors que no surten als crèdits:
- Richard Kiel: El ferrer

## Crítica
Musical tardà, resolt amb el classicisme i pudorosa elegància de l'autor de Gigi, i on es troba a faltar el dinamisme narratiu i l'espurna de genialitat que van adornar els treballs d'aquest realitzador en èpoques anteriors. Això no obstant, Minelli, amb el suport de Cacil Beaton, va crear autentiques simfonies de color en els flash-backs onírics.

## Música
1. "Hurry! It's Lovely Up Here" – Daisy
2. "On a Clear Day" – Orquestra i cor
3. "Love with All the Trimmings" – Daisy
4. "Who Is There Among Us Who Knows" – Tad amb Daisy (tallada posteriorment)
5. "Melinda" – Marc
6. "Go to Sleep" – Daisy
7. "He Isn't You" – Daisy
8. "What Did I Have That I Don't Have?" – Daisy
9. "Come Back to Me" – Marc
10. "On a Clear Day" – Marc
11. "On a Clear Day" (repetició) – Daisy